# 高木惣吉
高木 惣吉（たかぎ そうきち、1893年（明治26年）8月9日 - 1979年（昭和54年）7月27日）は、日本の海軍軍人。
海兵43期、海大25期首席。最終階級は海軍少将。東久邇宮内閣の内閣副書記官長を務めた。
旧制中学校への進学が叶わない貧しい家に生まれ、働きながら独学で海軍兵学校への入校を果たし、海軍大学校を首席で卒業する。
健康に恵まれず、海上勤務は少なかったが、軍政方面で活躍。海軍部外に幅広い人脈を有し、ブレーントラストを組織した。太平洋戦争の戦局悪化に伴い首相・東條英機の暗殺計画を立案したが決行直前に東條内閣が瓦解し未遂に終わる。その後は米内光政、井上成美の密命により終戦工作に従事。各方面と連携をとりながらの終戦への基盤づくりを行った功績は大きいとされる。
熊本県人吉市で、遺族により「高木惣吉記念館」が運営されている。

## 略歴
熊本県人吉市出身。生家が貧しく、高等小学校卒業後は直ちに職に就き、通信教育で独学し、受験に際して学歴を問わない海軍兵学校(43期)に入校した。第一次世界大戦では第一特務艦隊に属し出征したが、海軍兵学校在校中から健康体ではなく海上勤務が少ない。本人は洋上勤務を希望しており、洋上勤務の辞令も出たことがあったがその度に持病が悪化し辞退せざるを得なかった。高木の著書『自伝的日本海軍始末記』の中で、このため同期生における序列が下がって中佐進級時には、後輩である海兵44期トップの3人（西田正雄、島本久五郎、一宮義之）に抜かれたと書いている。
1927年（昭和2年）には海軍大学校を首席で卒業。フランスから帰国後は陸上勤務に終始し、海軍省勤務時代には部外に豊富な人脈を構築した。この人脈内には高木が海軍省官房調査課長時代に南方占領地の統治を実施するに当たり、軍政関係で活躍した人物も存在した。
太平洋戦争半ばに海軍省教育局長に補職された高木は、早期終戦を模索したが、最終的に東條首相を暗殺し和平内閣を誕生させて英米間との和平を実現させるべきとの結論に達した。実際に暗殺計画を立案したものの、実行直前に東條が昭和天皇からサイパン陥落の責任を問われ内閣総辞職を決意したため、未遂に終わった。その後、小磯内閣の海軍大臣に就任した米内光政と、海軍次官に転補された井上成美から終戦工作の密命を受け、熱海の藤山愛一郎邸を拠点として鈴木貫太郎内閣総辞職に至るまでの期間、各方面と連携をとりつつ戦争終結に向け奔走した。本土決戦に固執する帝国陸軍中堅将校クラスの妨害を排除しつつ、終戦への基盤づくりを行った。終戦直後、東久邇宮内閣の内閣書記官長・緒方竹虎に請われ、各省の次官たちを統べる初代の内閣副書記官長（現在の「内閣官房副長官」）に就任する。海軍省でも次官は通常、中将が就くポストであり、これは少将の高木にとって異例の人事で、次官会議を司会する関係から各省次官と同官等（高等官一等。少将は高等官二等）となり、予備役となった。

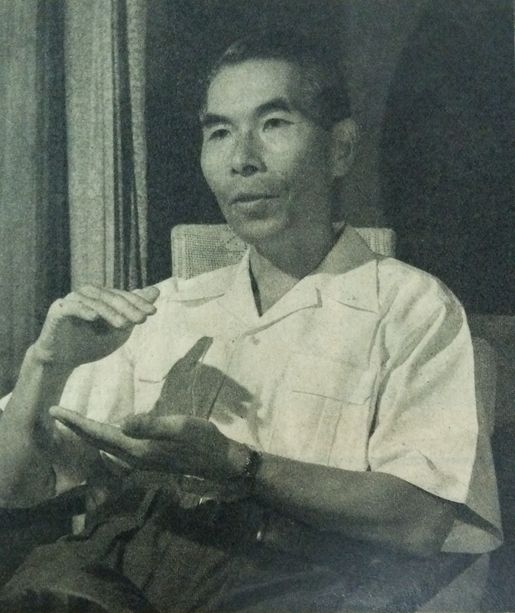
1952年

戦後は公職追放を経て、軍事評論家として「辰巳亥子夫」のペンネームで著述活動を行いつつ、海上自衛隊幹部学校に於いて山梨勝之進と共に戦史戦略の特別講師を務める。
高木が記録した「政界諸情報綴」、現在国立国会図書館憲政資料室と防衛省防衛研究所史料閲覧室に保管され、重要な史料となっている。高木による批判の矛先は陸軍だけでなく、海軍に対しても戦術から人事に至るまで容赦なく書かれており、海軍兵学校が行ってきた教育に対する批判は辛辣である。これに対し「実戦に出ていない人間が何を言うか」「高木斬るべし」という批判が「矢のようにあらゆる方面から（本人談）」舞い込んできたが、三浦半島で隠棲中の井上成美に相談したところ「かまうもんか。自由な批判がなくて何が海軍だ。喉元過ぎれば熱さ忘れるというではないか。今のうちに海軍の悪かった所をどんどん書け」と励まされたという。また井上より終戦工作の命を受けたとき何も考えなかったが、後から考えると死の宣告に近いものだったと回想で述べている。

## 人物像
幼少期から少年期にかけて、貧困と容姿に関するコンプレックスに苦しめられるなど、辛酸を極めた生活を体験している。若い時から権威や上司にこびない性格であり、海軍に進んでからも反骨精神が強かった。
東條内閣打倒を目標として行動していた際は、憲兵を用いる東條派に逐次動向を察知されており、東條や嶋田繁太郎は高木に対し海軍次官・沢本頼雄から警告させた。高木は上司である沢本に対し決然たる反応を示したという。

## ブレーントラスト
海軍はシーメンス事件以降、陸軍と異なり極端とも言える程政界とは疎遠な存在となったが、日中戦争以降は海軍の政治体制への不備が表面化しつつあった。このため、海軍部内に軍務局付属機関として調査課が1939年（昭和14年）に制度化された。これに加え、高木の提案により、日本の戦争理念の研究、生産増強策の提案、海軍政治力の補強に貢献すべく、各方面より人材を確保して構築したのが以下のブレーントラストである。戦時体制強化と共に次々と開設された。
- 思想懇談会
安倍能成（第一高等学校長、のち文部大臣）、冨塚清、服部静夫、藤田嗣雄、和辻哲郎（東京帝国大学教授）、岸田国士（劇作家）、関口 泰（朝日新聞社）、仁科芳雄（理化学研究所）、木下杢太郎（作家）、幹事 谷川徹三（法政大学教授、のち総長）
- 外交懇談会
伊藤正徳（時事新報）、稲畑勝治（外交評論家）、神川彦松、高木八尺（東京帝国大学教授）、田村幸策（中央大学教授）、松下正寿（立教大学教授）、鶴見祐輔（著述評論家）、 幹事 三枝茂智（明治大学教授）
- 政治懇談会
岸本誠二郎（京都帝国大学教授）、佐々弘雄、緒方竹虎、田中慎次郎（朝日新聞社）、杉原荒太（外務省、のち防衛庁長官）、湯川盛夫（外務省、駐英大使）、田中二郎（東京帝国大学助教授）、細川護貞（近衛文麿秘書）、幹事 矢部貞治（東京帝国大学教授）
- 総合研究会
板垣与一（東京商科大学）、大河内一男（東京帝国大学助教授）、三枝茂智（前項）、高山岩男（京都帝国大学教授）、谷川徹三（前項）、武村忠雄、永田清（慶應義塾大学教授）、矢部貞治（東京帝国大学教授）、松下正寿（前項）、幹事なし
- 経済研究会
板垣与一（前項）、大河内一男（前項）、武村忠雄（前項）、松下正寿（前項）、永田 清（前項）
- 太平洋研究会
松下英麿、畑中繁雄（中央公論社）、大森直道（改造社）、加田哲二、平野義太郎等
- 戦時生産研究会
松前重義（逓信省工務局長）が主宰し各省中堅事務当局者
- 対米研究会
都留重人（経済学者）、野田岩次郎（実業家）、松下正寿（前項）
- 法律政策研究会
田中耕太郎、石井照久（東京帝国大学教授）、田中二郎（前項）
- 嘱託
天川勇（慶應義塾大学）、江沢謙治、溜島武雄、田中精一、谷口良彦、中山伊知郎（東京商科大学）、大熊信行（高岡高等商業学校）、大患代夫、加田哲二（慶應義塾大学）、清水澄（東京帝国大学）、清水幾太郎、杉村章三郎（京都帝国大学）、高木友三郎（明治大学）、本位田祥男、穂積重遠、蠟山政道（東京帝国大学）
- 海軍省顧問
井上庚二郎、岡田文秀、竹内可吉、藤原銀次郎、藤山愛一郎、松江春次、山崎巌、東竜太郎、湯川盛夫

このメンバーの中には、東條内閣の戦時体制強化への批判から後述の東條首相自身の暗殺計画に賛同・参加する者も存在した。

## 東條総理暗殺計画と終戦工作
舞鶴鎮守府参謀長から海軍省教育局長に転補された高木は、戦局悪化を憂い、海軍部内から自己主張が無いと信頼を失っていた嶋田海軍大臣を更迭することで、和平への動きを具体化できないかと模索した。しかし、嶋田の更迭は不可能であると判断し、首相・東條英機の暗殺計画を立案するに至る。
計画にはまず神重徳大佐、小園安名大佐、渡名喜守定大佐、矢牧章大佐、伏下哲夫主計中佐など海軍中堅クラスとも言うべき面々が参加したが、後に高松宮宣仁親王や細川護貞なども加わった。これは高木の背後に海軍の長老たちの無言の同意があった事をうかがわせる。
計画は、東條が愛用していたオープンカーで外出した際に数台の車で進路を塞ぎ、海軍部内から持ち出した機関銃で射殺するという荒っぽい手口のものだった。実行直前にサイパン失陥の責任を問われた東條内閣が総辞職したため、計画は実行に移されなかった。晩年の高木は「読みが浅かった。暗殺を実行したら陸海軍の対立が激化して終戦がやりにくくなった(だろう)」と反省の弁を述べている。

## 年譜
- 1893年（明治26年）8月9日-  熊本県球磨郡矢黒町（現在の人吉市）生（但し出生届は同年11月10日附）
- 1907年（明治40年）3月-  球磨郡立西瀬高等小学校卒業 鉄道院肥薩線鉄道工事事務所事務雇員を務めながら通信講座で中学課程履修
- 1909年（明治42年）5月-  上京するも零細製本所臨時工として辛酸を嘗める
- 1911年（明治44年）- 東京物理学校入学
- 1912年（大正元年）8月-  東京において海軍兵学校を受験し合格
  - 9月9日- 海軍兵学校入校 入校席次100名中21番
- 1915年（大正4年）12月16日-  海軍兵学校卒業 卒業席次96名中27番・ 少尉候補生・装甲巡洋艦「磐手」乗組・練習艦隊近海航海出発佐世保〜仁川〜旅順〜大連〜鎮海〜舞鶴〜鳥羽方面巡航
- 4月3日- 帰着
- 1916年（大正5年）4月20日- 練習艦隊遠洋航海出発香港〜シンガポール〜フリーマントル〜メルボルン〜シドニー〜ウェリントン〜オークランド〜ヤルート〜ポナペ〜トラック〜父島方面巡航
  - 8月22日- 帰着
  - 8月23日- 戦艦「安芸」乗組
  - 12月1日-  任 海軍少尉
- 1917年（大正6年）12月1日- 2等巡洋艦「千歳」乗組
- 1918年（大正7年）9月12日- 2等海防艦「明石」乗組
- 1918年（大正7年）12月1日-  任 海軍中尉
- 1919年（大正8年）9月10日- 戦艦「安芸」乗組
  - 12月1日- 海軍砲術学校普通科学生
- 1920年（大正9年）5月31日- 海軍水雷学校普通科学生
  - 12月1日- 舞鶴海兵団分隊長心得兼教官
- 1921年（大正10年）12月1日-  任 海軍大尉・海軍大学校航海学生
- 1922年（大正11年）11月26日- 海軍大学校航海学生修了 修了席次12名中2番
  - 12月1日- 1等駆逐艦「帆風」航海長兼分隊長
  - 12月10日-  高木計太郎の次女静江と結婚
- 1923年（大正12年）10月15日- 潜水母艦「駒橋」航海長兼分隊長
- 1924年（大正13年）8月28日- 呉鎮守府附
  - 9月25日- 待命
  - 12月1日- 2等海防艦「満州」航海長兼分隊長
- 1925年（大正14年）8月10日- 軍令部出仕兼海軍省人事局第2課附出仕
  - 12月1日- 海軍大学校甲種第25期学生
- 1927年（昭和2年）11月25日-  海軍大学校卒業 卒業席次20名中首席
  - 12月1日-  任 海軍少佐・在フランス日本大使館附海軍駐在武官附補佐官
- 1929年（昭和4年）11月30日- 帰朝
- 1930年（昭和5年）1月10日-  軍令部出仕兼海軍省軍務局出仕 ロンドン海軍軍縮会議連絡事務担当
  - 6月30日- 副官兼大臣秘書官
- 1931年（昭和6年）6月8日- 免 副官兼大臣秘書官
  - 6月10日-  結核による喀血が原因で待命 この頃より井上成美海軍大佐（後に大将）の知遇を得る
- 1932年（昭和7年）3月3日- 軍令部出仕
- 1933年（昭和8年）4月5日-横須賀鎮守府附
  - 11月15日-  任 海軍中佐 海軍大学校教官
- 1936年（昭和11年）4月1日-  艦政本部出仕兼軍務局局員兼海軍大学校教官兼海軍制度調査委員会幹事
  - 6月15日- 免 海軍大学校教官
  - 12月5日- 海軍省官房調査課員兼軍務局員

在東京外国大公使館対本国間で交換した極秘暗号解読電報等の機密文書を閲覧し得る立場となる。
- 1937年（昭和12年）10月25日- 軍務局服務
  - 12月1日-  任 海軍大佐 この頃より海軍外部の人物と接触し交流を深める
- 1939年（昭和14年）4月1日- 海軍省官房調査課長
  - 11月15日-海軍大学校教官
- 1940年（昭和15年）11月15日-  海軍省官房調査課長
- 1941年（昭和16年）12月6日- 兼 南方政策部副長
- 1942年（昭和17年）6月1日- 軍令部出仕
  - 6月10日-  舞鶴鎮守府参謀長
- 1943年（昭和18年）5月1日-  任 海軍少将
- 1944年（昭和19年）3月1日-  海軍省教育局長 この頃から東條首相暗殺計画実行に奔走
  - 8月29日- 井上海軍次官から終戦工作の密命を受け行動に移す
- 1945年（昭和20年）8月17日-  組閣参謀近衛文麿と緒方竹虎の要請で東久邇宮内閣内閣副書記官長
  - 9月15日-  予備役編入
  - 10月9日-  依願免官
- 1979年（昭和54年）7月27日-  神奈川県茅ヶ崎市自宅で死去 享年85

墓所は鎌倉東慶寺に所在。

## 著書
- 『終戦覚書』弘文堂（アテネ文庫） 1948、復刻2010
- 『太平洋海戦史』岩波新書 1949。度々復刊
- 『聯合艦隊始末記』文藝春秋新社 1949
- 『山本五十六と米内光政』文藝春秋新社 1950、新版1966、光人社 1982
- 『日本の運命 軍事地理学的に見た東亜』港出版合作社 1950
- 『軍事基地』弘文堂（アテネ文庫）1951
- 『現代の戦争』岩波新書 1956
- 『太平洋戦争と陸海軍の抗争』経済往来社 1967、新版1982
- 『私観太平洋戦争』文藝春秋、1969。光人社NF文庫 1999
- 『自伝的日本海軍始末記 帝国海軍の内に秘められたる栄光と悲劇の事情』光人社 1971、新版1979。光人社NF文庫 1995
- 『海軍大将米内光政覚書』実松譲編、光人社 1978、新版1988。産経NF文庫 2022
- 『高木海軍少将覚え書』毎日新聞社 1979
- 『自伝的日本海軍始末記 続編』光人社 1979
- 『高木惣吉日記 日独伊三国同盟と東条内閣打倒』毎日新聞社 1985
- 『高木惣吉 日記と情報』（上・下組）伊藤隆編、みすず書房 2000

### GHQ歴史課陳述録
- 日本終戦の動き 1950年（昭和25年）1月26日
- 小磯内閣及び鈴木内閣の終戦和平について 1950年（昭和25年）1月26日
- 終戦時に於ける重臣との接触 1950年（昭和25年）1月26日
- 1945年6月8日御前会議について 1950年（昭和25年）1月26日
- 和平工作について

## 登場作品
- 「海軍少将 高木惣吉 ～すみやかに戦争の終結をはかるべし～」（2001年11月3日、テレビ熊本郷土の偉人シリーズ、演：柴俊夫）[6][7]
- 「The New Order: Last Days of Europe」 (Hearts of Iron IVの大型MOD) - 大日本帝国の改革派ルートのキーパーソンとして登場[8]